# 坂本冬美
坂本冬美（日语：／ Sakamoto Fuyumi，1967年3月30日—），是日本演歌界地位十分崇高的女性實力派演歌歌手，出生於和歌山縣西牟婁郡上富田町。於1986年在由日本放送協會所舉辦的（和歌山大会）比賽脱颖而出，為資深作曲家猪俣公章賞識收为弟子而开始了她的演歌之路。經過長達11個月的訓練，於1987年3月推出首張單曲《暴打太鼓》（あばれ太鼓）正式出道，年末囊獲各項大小新人賞。
自出道以來，坂本冬美一直都位處日本國內最受歡迎的女性演歌歌手之一。在90年代與長山洋子、伍代夏子、香西薰及藤彩子被稱為《演歌五美人》。
除了2002年因胰脏炎暫退演藝界之外，她自1988年（出道第二年）起一直都在NHK紅白歌合戰穩佔一位置。到2017年已經出場了29回，與演歌前輩都春美並列為史上女歌手出場紅白次數最多的第5名。
其代表歌曲包括有出道歌《暴打太鼓》（あばれ太鼓）、《夜櫻阿七》、《祝賀的酒》等。另外，因為她亦是啟蒙老師豬俁公章的入室弟子，所以亦曾翻唱過恩師為鄧麗君最初於日本出道時所寫的作品《空港》，同樣獲得不少好評。
2009年，坂本冬美突破演歌界線，翻唱了日本70年代民謠兄弟組合Billy BanBan於2007年發表的柔情曲《再次戀上你》大獲好評打入公信榜的季軍並創下多項熱銷紀錄。根據日本唱片協會2011年5月及2012年3月公布資料，該曲於手機與電腦的下載次數突破百萬，令坂本冬美成為首位創下百萬下載紀錄的日本演歌歌手。
除了唱歌，坂本冬美自1992年也開始參與了多部電視劇的演出，並於1991年與知名作曲家细野晴臣及已故的忌野清志郎组成HIS現代搖滾组合，发行了专辑，展現了她多才多藝的一面。
坂本冬美在圈內人緣極佳。除豬俁公章外，她亦拜演歌老前輩二葉百合子為師並與同門學徒石川小百合、原田悠里、島津亞矢、石原詢子等關係密切，自稱「二葉組」。與伍代夏子、藤彩子在公或私上的關係也非常要好。

## 學歷
- 1979年：西牟婁郡上富田町立朝來小學校畢業
- 1982年：西牟婁郡上富田町立上富田中学校畢業
- 1985年：和歌山縣立熊野高等學校畢業

## 出道經過
1986年，當時剛任職於梅乾公司當職員的坂本冬美，參加了由NHK所舉辦的「歌謠天堂淘汰賽」（勝ち抜き歌謡天國）和歌山大會，當時編入作曲家豬俁公章的隊伍，最後坂本獲得了冠軍，亦成為了豬俁的入室弟子，同時期的還有日籍巴西裔歌手西家一枝·瑪西亞（師姐、妹關係），彼此間現時亦是好友。
1987年發行了出道作品《暴打太鼓》，錄得了超過80萬張的成績，自此她的事業便一直平穩發展。坂本早期的歌曲，例如《祝福的酒》、《男人的情話》、《男人所愛》、《男俠》等，都是以男性為中心的歌曲，剛陽味道很強烈，但坂本卻對這類歌曲卻非常掌握，受到了不少男性樂迷的支持。她表示過當年豬俁曾對她說，這些歌都是「銷量不會良好」的作品，但最後卻成為了坂本的代表作之一。

## 外部連結
- 坂本冬美オフィシャルWebサイト （页面存档备份，存于）
- UNIVERSAL MUSIC JAPAN アーティストページ （页面存档备份，存于）
- YouTube上的坂本冬美頻道